# 全日本テコンドー協会
一般社団法人全日本テコンドー協会（ぜんにほんテコンドーきょうかい、英: All Japan Taekwondo Association, AJTA）は、日本におけるWTテコンドーを統括し、代表する国内競技連盟。1981年、日本テコンドー協会として世界テコンドー連盟（WTF、のちのワールドテコンドー<WT>）に加盟。2019年5月現在、日本オリンピック委員会に加盟している。2019年7月現在、日本スポーツ協会には加盟も準加盟もしていない。

## 概要
2005年、設立。内閣府から度重なる不適正経理の是正を求める勧告を受けたが、2014年4月23日の総会で、会計処理の適正化や責任の所在を明確化することを断念。公益社団法人の認定取り消しを内閣府に申請する方針を承認した。2014年7月2日、内閣府は全日本テコンドー協会の公益社団法人の認定を取り消した。

## 強化方針をめぐって選手と対立
2019年10月までに強化方針をめぐって当時会長の金原昇を中心としたAJTAと選手や副会長の岡本依子の対立騒動が勃発。

## 体制が整うまで
WTF（のちのWT）テコンドーの日本での統括体制が整う以前、4つの主力団体が存在していた。1999年に団体間の協力関係が築かれた後、2004年に分裂・勢力が二分されることとなった。
日本オリンピック委員会は当初、2004年アテネオリンピックへの参加条件として団体を統合することを通達しており、分裂した2つの団体（全日本テコンドー協会と日本テコンドー連合）の統合問題をめぐり対立した。
これを受けて、2000年シドニーオリンピックのテコンドー競技で銅メダルを獲得し、2004年2月にアテネ五輪出場権を勝ち取っていた岡本依子のオリンピック出場が危ぶまれたが、最終的には団体の分裂を無視した形で個人資格での参加が認められた。
2005年に社団法人全日本テコンドー協会が設立された後、団体の統合が進み和解した。

### 日本テコンドー連盟
1981年に日本テコンドー協会（のちに発足した日本テコンドー協会(JTA)とは無関係）として創設された後解散し、1983年に日本テコンドー連盟と改称し JOC へ準加盟した。2000年のシドニーオリンピック開催時点の主流団体。全日本テコンドー協会を吸収合併後に再度対立し、その一部が「日本テコンドー連合」として分裂。

#### 日本テコンドー連合
2004年に日本テコンドー連盟を元に分裂した団体。2006年に社団法人全日本テコンドー協会に統合。

### 全日本テコンドー協会
1990年代に日本テコンドー連盟に対抗する形で発足。1999年に日本テコンドー連盟に吸収合併。その後再度の分裂を経て、社団法人全日本テコンドー協会に統合。

### 在日本大韓テコンドー協会
1969年に日本でのテコンドー普及を目的に結成された団体。総本部は大阪。1999年から日本テコンドー連盟と協力関係を築いた。

### 反体制派との対立
2014年11月、福島や熊本など現執行部に対する反体制派のテコンドー協会は（一社）全日本テコンドー連盟（以下連盟）を創立し、さらに連盟は韓国国技院との協定締結を発表。これに対し協会側は強く非難している。